# Taourirt (provincie)
Taourirt is een provincie in de Marokkaanse regio Oriental. In 2004 telde de provincie 206.762 inwoners.

## Bestuurlijke indeling
De provincie is bestuurlijk als volgt ingedeeld:
| Name                  | Geografische code | Type                | Huishoudens | Inwoners (2004) | Buitenlanders | Marokkanen | Opmerkingen |
| --------------------- | ----------------- | ------------------- | ----------- | --------------- | ------------- | ---------- | ----------- |
| Debdou                | 533.01.13.        | Gemeente            | 908         | 4540            | 7             | 4533       |             |
| El Aioun Sidi Mellouk | 533.01.15.        | Gemeente            | 6379        | 34767           | 53            | 34714      |             |
| Taourirt              | 533.01.33.        | Gemeente            | 14613       | 80024           | 104           | 79920      |             |
| El Atef               | 533.03.05.        | Landelijke gemeente | 350         | 2471            | 0             | 2471       |             |
| Oulad M'Hammed        | 533.03.15.        | Landelijke gemeente | 326         | 2174            | 0             | 2174       |             |
| Sidi Ali Belkassem    | 533.03.17.        | Landelijke gemeente | 1865        | 13919           | 1             | 13918      |             |
| Sidi Lahsen           | 533.03.19.        | Landelijke gemeente | 1302        | 9759            | 5             | 9754       |             |
| Ain Lehjer            | 533.07.03.        | Landelijke gemeente | 1443        | 9210            | 4             | 9206       |             |
| Mechraa Hammadi       | 533.07.09.        | Landelijke gemeente | 1150        | 7435            | 1             | 7434       |             |
| Mestegmer             | 533.07.13.        | Landelijke gemeente | 1094        | 6378            | 1             | 6377       |             |
| Tancherfi             | 533.07.21.        | Landelijke gemeente | 1088        | 7452            | 0             | 7452       |             |
| Ahl Oued Za           | 533.09.01.        | Landelijke gemeente | 2161        | 14202           | 5             | 14197      |             |
| Gteter                | 533.09.07.        | Landelijke gemeente | 946         | 6732            | 0             | 6732       |             |
| Melg El Ouidane       | 533.09.11.        | Landelijke gemeente | 1251        | 7699            | 1             | 7698       |             |

Ben Slimane · Khouribga · Settat · El Jadida · Safi · Boulmane · Fez · Moulay Yacoub · Sefrou · Kénitra · Sidi Kacem · Casablanca · Médiouna · Mohammedia · Nouaceur · Assa-Zag · Guelmim · Tan-Tan · Tata · Boujdour · Es-Semara · Lâayoune · Al Haouz · Chichaoua · Essaouira · Kelâat Es-Sraghna · Marrakech · Al Ismaïlia · El Hajeb · Errachidia · Ifrane · Khénifra · Meknès · Berkane · Figuig · Jerada · Driouch · Nador · Oujda-Angad · Taourirt · Aousserd · Oued ed Dahab · Khémisset · Rabat · Salé · Skhirat-Témara · Agadir-Ida-Ou-Tanane · Inezgane-Aït Melloul · Chtouka-Aït Baha · Ouarzazate · Taroudant · Tiznit · Zagora · Azilal · Béni-Mellal · Chefchaouen · Fahs-Bni Mkada · Larache · Tanger-Asilah · Tétouan · Al Hoceima · Taounate · Taza